# حادثة جيرارد
في حادثة جيرارد (ジラード事件 Jirādo jiken) عام 1957، قُتلت ربة منزل يابانية تدعى ناكا ساكاي برصاص جندي أمريكي، ويليام س. جيرارد.
في 30 يناير 1957، كانت ساكاي البالغة من العمر 46 عامًا تجمع الخردة المعدنية في ميدان رماية خاص الجيش الأمريكي في سوماجهارا بمحافظة غونما باليابان. ساكاي، وهي أم لستة أطفال، تكسب عيشها من بيع الخردة المعدنية، وقد دخلت منطقة الجيش بغرض جمع خراطيش البنادق المستعملة. استخدم المتخصص من الدرجة الثالثة جيرارد، وهو رجل مجند يبلغ من العمر 21 عامًا من أوتاوا، إلينوي، قاذفة قنابل يدوية مثبتة على بندقية M1 لإطلاق غلاف فارغ على ساكاي، مما أدى إلى مقتلها.

## تسليم المجرمين والجدل
أدى الغضب الياباني الشديد على القتل إلى نزاع قضائي بين السلطات اليابانية والجيش الأمريكي. أكد الجيش أن جيرارد قد تصرف أثناء الخدمة وبالتالي كان خاضعًا لاختصاص المحاكم العسكرية الأمريكية، بينما رأت الحكومة اليابانية أن تصرفات جيرارد قد حدثت خلال فترة راحة، مما جعله يخضع للقانون الياباني.  تم تكليف جيرارد بحراسة مدفع رشاش في ميدان الرماية بين جلسات تدريب الهدف؛ كان الزعم الياباني أنه نظرًا لأن جيرارد لم يطلق سلاحًا أثناء التدريبات، فلا يمكن اعتباره نشطًا في الخدمة. في النهاية، قرر وزير الخارجية جون فوستر دالاس ووزير الدفاع تشارلز إي ويلسون أن إجراء جيرارد المحدد «غير مصرح به»، وتم تسليمه للمحاكمة. استأنف جيرارد هذا القرار أمام المحكمة العليا، لكن المحكمة رفضت طلبه للتدخل.
كانت الاستجابة الأمريكية لتسليم جيرارد سلبية إلى حد كبير. أقارب وأنصار في مسقط رأسه في إلينوي جمعوا عريضة بطول 182 قدمًا من التوقيعات تستنكر القرار، واحتج الفيلق الأمريكي بشدة، وقال المحاربون القدامى في الحروب الخارجية إن جيرارد قد «تم بيعه أسفل النهر»، كما دعا السناتور جون بريكر من ولاية أوهايو القرار مسألة «التضحية بجندي أمريكي لإرضاء الرأي العام الياباني»، ولخصت صحيفة نيويورك ديلي نيوز مشاعرها في عنوان رئيسي: «إلى الذئاب، أيها الجندي».   في خضم الضجة، نشرت صحيفة نيويورك تايمز، خشية أن يؤدي رد الفعل الأمريكي إلى تآكل النوايا الطيبة المكتسبة في آسيا من خلال القرار الأولي للتسليم، إلى مقال أشاد بالتفاعلات الإيجابية بين معظم الجنود الأمريكيين والمدنيين اليابانيين، بما في ذلك صور الجنود. الاحتفال بعيد الميلاد مع عائلة يابانية وهم يرتدون الزي الياباني التقليدي.

## المحاكمة
في المحاكمة، أكد شاهد ياباني لدى الادعاء أن جيرارد وجه تحذيرًا إلى ساكاي قبل إطلاق النار، لكن جيرارد نفسه نفى أنه فعل ذلك على الإطلاق، وهو بيان صدم المراقبين وأذهلهم. وفقًا لشهادة فيكتور نيكل، وهو جندي من نفس الرتبة كان قد رافقه، كان جيرارد قد استدرج ساكاي وغيره من الزبالين نحو موقعه بإلقاء أغلفة فارغة في النطاق، ثم أطلق النار على ساكاي «مزحة». زعم جيرارد أن الوفاة كانت حادثًا.  ذهب رئيس المحكمة، يوزو كاواتشي، إلى حد زيارة مكان الحادث بنفسه، وأعلن نفسه «في حيرة» من التناقضات في رواية جيرارد للأحداث. ومع ذلك، قال إنه لم يتمكن من العثور على «أي دليل على القتل العمد»، ولم يُحكم على جيرارد إلا بالسجن ثلاث سنوات مع وقف التنفيذ. كما تم تخفيض رتبته إلى جندي من قبل الجيش الأمريكي نتيجة لأفعاله؛ لو أدين بارتكاب جريمة قتل، لكان قد تم تسريحه بشكل مخزي. 

## ما بعد الحادثة
جيرارد، الذي تم تسجيله على أن لديه معدل ذكاء يبلغ 90، لم يكن يحظى باهتمام كبير من قبل زملائه الجنود، الذين يُنظر إليهم على نطاق واسع على أنه «مهرج هزيل» يشرب بإفراط وتتراكم عليه الديون في العديد من المؤسسات اليابانية.  بعد محاكمته، عاد إلى أمريكا مع عروسه اليابانية المولودة في تايوان، هارا «كاندي» سوياما، وتعرضت لصيحات الاستهجان المتكررة من قبل زملائه العسكريين خلال رحلة العودة.
تم تعويض زوج ساكاي، أكيكيتشي، وأبنائه الستة بمبلغ 1748.32 دولارًا أمريكيًا (15,915 دولارًا أمريكيًا في عام 2020) عن خسارتهم، لكن هذا العرض النقدي كان يُنظر إليه على أنه محاولة لشراء العدالة من قبل العديد من اليابانيين، وصرح أكيكيتشي للسلطات الأمريكية أن «أنا لا أشكرك على ذلك».

## روابط خارجية
- حكم المحكمة العليا
- مقال مجلة تايم
- رسالة الرئيس أيزنهاور إلى والدة جيرارد